# The Fight Song
«The Fight Song» — другий сингл з четвертого студійного альбому гурту Marilyn Manson  Holy Wood (In the Shadow of the Valley of Death).
Його видали у двох фізичних форматах. Першу версію, «The Fight Song Pt.1», випустили 29 січня 2001 р. в США та 19 лютого 2001 р. у Великій Британії. Її також видали як 12" picture-вінил 8 серпня 2001 р. в Сполученому Королівстві. На синглі присутній ремікс Джоі Джордісона з гурту Slipknot. Дата релізу другої версії, «The Fight Song Pt.2» в США: 2 лютого 2001 р., у Великій Британії: 6 березня 2001 р.
Назва пісні — гра слів. У США Fight Song означає «командну пісню», якою в коледжі та середній школі підбадьорюють гравців в американський футбол. Трек, певною мірою, є заявою після бійні у школі Колумбайн щодо американської тенденції прославлення насильства серед молоді, а також футболу — одного з найжорстокіших видів спорту й одного з найпристрасніших захоплень країни.
Текст містить рядки «The death of one is a tragedy/The death of a million is just a statistic» (англ. «Смерть однієї людини — трагедія/Смерть мільйонів — лише статистика»), авторство яких помилково приписують Йосипу Сталіну, хоча справжнім автором цитати є Еріх Марія Ремарк (роман «Чорний обеліск»).

## Відеокліп
Режисер: W.I.Z.. Відео зняли на покинутому лос-анджелеському полі для американського футболу. За сценарієм гурт виступає на матчі між двома командами середньої школи «Holy Wood» (англ. «Святий Ліс»), до складу якої входять спортсмени у білій формі, та «Death Valley» (англ. «Долина Смерті»), до складу якої входять ґоти та покидьки суспільства у чорній формі. Приблизно на 132-ій секунді (2:12) можна помітити 25-ий кадр: замість бійки між футбольними командами у відеоряді можна побачити масові заворушення, а також поліцію, кинуту на придушення бунту.

## Суперечка
Кліп спричинив незначну суперечку через зображення запеклого матчу між спортсменами та ґотами, котре деякі видання розтлумачили як безпосереднє посилання на бійню у школі Колумбайн. Менсон, зі свого боку, категорично це заперечував: «Я намагаюся показати, що спорт, так само як і музику, можна вважати жорстоким, тому для відео я обрав традиційну тему чорні проти білих, добрі проти злих». Він також спростував це твердження під час інтерв'ю для MTV News на American Music Awards 8 січня 2001 р.: «Люди приплетуть сюди все, що забажають, якщо це допоможе їм продавати газети чи написати статтю. Вони захочуть перетворити це на те, чим воно не є насправді. Критика — моя робота».

## Список пісень
Британський CD № 1
1. «The Fight Song»
2. «The Fight Song» (Slipknot Remix)
3. «Disposable Teens» (CD-Rom Video)

Реліз також містить фотогалерею, біографію, текст пісні «The Fight Song», дати європейської частини туру Guns, God & Government на 2001 рік, шпалеру на робочий стіл та 4 карти таро
Британський CD № 2
1. «The Fight Song»
2. «Disposable Teens» (Remix)
3. «The Love Song» (Bon Harris & M.W.Gacy Remix)

Японське спеціальне видання
1. «The Fight Song» (Live)
2. «The Love Song» (Remix)
3. «Disposable Teens» (Remix)
4. «The Fight Song» (Slipknot Remix)
5. «Diamonds & Pollen»
6. «Working Class Hero»
7. «Five to One»
8. «Astonishing Panorama of the Endtimes»

## Нагороди
У 2002 журнал Kerrang! присвоїв пісні 77-ме місце у списку «100 найкращих синглів усіх часів».

## «The Fight Song» у популярних медіа
- Відеокліп коротко показано у фільмі Майкла Мура «Боулінг для Колумбайни» як вступний матеріал до інтерв'ю з Меріліном Менсоном. У повному обсязі відео присутнє на DVD як бонус.
- Пісню використали як тему до WWF Invasion.
- Ремікс композиції присутній на саундтреці до фільму «Оселя зла».
- Пісню можна почути у фільмі 2001 р. «Костолом» (англ. Mean Machine), у момент, коли Джейсон Стейтем уявляє, як він поклав на газон кількох суперників-футболістів та одного свого товариша по команді (ці кадри — чорно-білі).